# Relativité (Maurits Cornelis Escher)
Pour les articles homonymes, voir Relativité.
Relativité est une lithographie de l'artiste néerlandais Maurits Cornelis Escher imprimée pour la première fois en décembre 1953.

## Description et analyse
L'œuvre représente un monde où les lois normales de la gravité ne s'appliquent pas. La structure architecturale semble être le centre d'une communauté idyllique, où ses habitants vaquent à des activités « normales » comme manger. Il y a des fenêtres et des portes menant vers l’extérieur. Les personnages présents dans cette œuvre sont des personnages sans caractère, impersonnels (leur tête est représentée par un bulbe). D'autres personnages de ce type peuvent être trouvés dans d'autres œuvres d'Escher. C'est un paysage sens dessus-dessous où le spectateur perd tout repère géographique.  
Dans ce monde, il y a en fait trois sources de gravité, chacune étant orthogonale aux deux autres. Les habitants vivent dans leur puits de gravité respectif (six dans un, et les cinq autres dans les puits restants), où les règles normales de la physique sont appliquées. La confusion apparente créée par cette lithographie vient du fait que trois sources de gravités (donc trois « univers ») sont regroupées dans un même espace.
La structure comporte six escaliers et chaque escalier peut être emprunté par les habitants de deux mondes différents. Cela crée un intéressant phénomène, comme dans l'escalier supérieur où deux personnages empruntent le même escalier, dans la même direction, du même côté, mais chacun sur une face différente de la marche. De plus, l'un monte l'escalier, l'autre le descend.
Un autre point intéressant de cette lithographie est le fait que chacun des parcs visibles à l’extérieur, par les fenêtres et les portes, obéit à une gravité différente.

## Notoriété
Relativité est une des plus célèbres œuvres d'Escher. Elle peut être appréhendée de manière artistique ou scientifique. Les interrogations sur la représentation en trois dimensions sur un support deux dimensions où la perspective sont le cœur du travail d'Escher.
Relativité constitue une des œuvres les plus abouties dans le domaine.

## Hommages
De nombreux clins d'œil et hommages reprennent cette célèbre lithographie. Quelques exemples notables sont cités ci-dessous.

### Cinéma
- 1986 : Labyrinthe de Jim Henson[2]
- 1989 : L'Enfant du cauchemar de Stephen Hopkins
- 2010 : Inception de Christopher Nolan[3]
- 2015 : La Nuit au musée : Le Secret des pharaons de Shawn Levy[4]
- 2024 : Imaginary de Jeff Wadlow

### Littérature
- 1996 - 2004 : Yu-Gi-Oh! de Kazuki Takahashi
- 1989 - 1995 : L'épée de cristal de Jacky Goupil, Crisse et Anyk

### Musique
- 2018 : Mansion Party de Ninja Sex Party